# Identité et réalité
Identité et réalité est un essai d'épistémologie réaliste publié par Émile Meyerson en 1908.
Le sujet de l’ouvrage est l’élucidation de la notion d’explication scientifique grâce au principe métaphysique d'identité, comme moteur de la compréhension humaine.

## Un aperçu de l'œuvre

### Chapitre 1: laloiet lacause
Les positivistes soulignent l’intérêt de dégager des lois en sciences, dans l’optique de soumettre la nature en prévoyant les phénomènes. Cependant la notion de cause leur est étrangère. Ils s’intéressent plus au comment qu’au pourquoi. Ils ne pensent pas que la science explique quoi que ce soit, ni même que ce soit son rôle.
Meyerson quant à lui croit à la causalité, qui se ramène selon lui à la cause formelle : en rationaliste, il identifie le monde à la pensée, sans quoi le premier serait inconnaissable. La causalité est la manifestation en physique du principe d’identité, d’où le titre de l’ouvrage. Il y a une opposition paradigmatique entre cette identité des choses et pourtant la résistance du réel à la connaissance.

### Chapitre 2: le mécanisme
L'explication mécaniste apparaît comme la meilleure des explications (voire la seule vraiment convaincante). Dans l’atomisme et le matérialisme en général, tout s’explique « par forme et mouvement » (cf Descartes), c'est-à-dire par la géométrie. Seuls les formes sont connaissables car elles sont immuables. Cela renvoie à Parménide, et à nouveau au principe d’identité.

### Chapitre 3: le principe d’inertie
Meyerson retrace l’histoire de ce principe et de ses formes primitives. Il s’oppose en cela à Bachelard et à sa notion de rupture épistémologique. Il n’y a pas selon lui de rupture entre sens commun et pensée scientifique.

### Chapitres 4 et 5: la conservation de lamatièreet de l’énergie
L’annihilation ou la création pure de matière ou d’énergie sont impensables, il ne peut y avoir que déplacement d’une forme à l’autre. Les principes de conservations sont des postulats dont on peut dire qu’ils sont d’ordre métaphysique.

### Chapitre 6: l’élimination du temps
C’est une condition de satisfaction de la raison. Le temps est une notion irrationnelle par excellence et la science s’évertue à l’évacuer. On est bien obligé de reconnaître l’existence du temps mais on doit également admettre que c’est un inconnaissable.

### Chapitre 7: le principe de Carnot
Le deuxième principe de la thermodynamique : la dégradation de l’énergie utilisable équivaut à une irréversibilité locale. Il constitue un obstacle au raisonnement par identité.